# جيل بلانكو
جيل بلانكو (بالإنجليزية: Gil Blanco)‏ هو لاعب كرة قاعدة أمريكي، ولد في 15 ديسمبر 1945 في فينيكس في الولايات المتحدة.

## وصلات خارجية
- جيل بلانكو على موقعبيزبول رفرنس.كوم (الدوري الرئيسي) (الإنجليزية)
- جيل بلانكو على موقعبيزبول رفرنس.كوم (الدوري الثانوي) (الإنجليزية)
- جيل بلانكو على موقع مشجعي الرسوم البيانية (الإنجليزية)